# 娩神星
娩神星（146 Lucina）是第146颗被人类发现的小行星，于1875年6月8日由阿方斯·路易·尼古拉斯·包瑞利发现。娩神星的直径为132.2千米，质量为2.4×1018千克，公转周期为1637.739天。
娩神星以羅馬神話的生產女神盧西娜命名。
| 前一小行星： (145)導神星 | 小行星列表 | 後一小行星： (147)長女星 |